# Barybas fraterna
Barybas fraterna är en skalbaggsart som beskrevs av Moser 1921. Barybas fraterna ingår i släktet Barybas och familjen Melolonthidae. Inga underarter finns listade.